# Démographie de l'Albanie
La démographie de l'Albanie est l'ensemble des données et études concernant la population de l'Albanie à toutes les époques.

## Évolution de la population
| Année | Population (au 1er janvier) | Naissances | Taux de natalité (‰) | Taux de fécondité (enfants par femme) | Décès  | Taux de mortalité (‰) | Taux de variation naturelle (‰) | Solde migratoire | Croissance démographique (‰) |
| ----- | --------------------------- | ---------- | -------------------- | ------------------------------------- | ------ | --------------------- | ------------------------------- | ---------------- | ---------------------------- |
| 1960  | 1 583 800                   | 69 686     | 43,3                 |                                       | 16 775 | 10,4                  | 32,9                            | −2 911           | 31,1                         |
| 1965  | 1 839 866                   | 65 692     | 35,2                 |                                       | 16 731 | 9,0                   | 26,3                            | 888              | 26,7                         |
| 1970  | 2 110 612                   | 69 507     | 32,5                 |                                       | 19 774 | 9,3                   | 23,3                            | 0                | 23,3                         |
| 1975  | 2 377 635                   | 70 688     | 29,4                 |                                       | 16 296 | 6,8                   | 22,6                            | 0                | 22,6                         |
| 1980  | 2 645 198                   | 70 680     | 26,5                 |                                       | 16 981 | 6,4                   | 20,1                            | - 102            | 20,1                         |
| 1985  | 2 936 177                   | 77 535     | 26,2                 |                                       | 17 179 | 5,8                   | 20,4                            | −3 186           | 19,3                         |
| 1990  | 3 286 500                   | 82 125     | 25,1                 |                                       | 18 193 | 5,6                   | 19,5                            | −90 618          | - 8,2                        |
| 1995  | 3 248 836                   | 72 081     | 22,1                 |                                       | 18 060 | 5,5                   | 16,5                            | −19 857          | 10,5                         |
| 2000  | 3 058 497                   | 51 242     | 16,7                 |                                       | 16 421 | 5,4                   | 11,4                            | −30 000          | 1,6                          |
| 2005  | 3 134 975                   | 39 612     | 12,6                 | 1,61                                  | 17 124 | 5,4                   | 7,2                             | −8 320           | 4,5                          |
| 2011  | 2 831 741                   | 32 628     | 12,15                |                                       | 19 636 |                       |                                 |                  |                              |
| 2015  | 2 892 302                   | 32 715     | 11,3                 | 1,67                                  | 22 418 | 7,8                   | 3,6                             | −16 573          | - 2,2                        |

Évolution démographique

En 1960, avec un taux de natalité de 43,3 ‰ et un nombre moyen d'enfants par femme de 6,57, l'Albanie affichait un comportement démographique équivalent à celui de l'Afrique centrale. Il est vrai que l'exubérance du taux des naissances était tempéré par une forte mortalité infantile. Il y eut cette année-là 5 786 décès d'enfants de moins d'un an, soit un tiers des décès et un taux de mortalité infantile de 83,0 ‰, et cette situation se maintint jusque dans les années 1970. Depuis lors l'Albanie a achevé sa transition démographique, c'est-à-dire le passage à une moyenne de deux enfants par femme. Avec un taux de fécondité actuel plus ou moins 1,48, l'Albanie a rejoint la masse des autres pays d'Europe.

## Composition ethnique
L'Albanie est majoritairement habitée par des Albanais. L'état reconnait 3 minorités nationales, les Grecs, les Macédoniens et les Monténégrins, et 2 minorités culturelles : les Aroumains et les Roms.
| Groupes ethniques                 | Recensement 1945 | Recensement 1945 | Recensement 1950 | Recensement 1950 | Recensement 1955 | Recensement 1955 | Recensement 1960 | Recensement 1960 | Recensement 1979 | Recensement 1979 | Recensement 1989 | Recensement 1989 | Recensement 20111 | Recensement 20111 |
| Groupes ethniques                 | Nombres          | %                | Nombres          | %                | Nombres          | %                | Nombres          | %                | Nombres          | %                | Nombres          | %                | Nombres           | %                 |
| --------------------------------- | ---------------- | ---------------- | ---------------- | ---------------- | ---------------- | ---------------- | ---------------- | ---------------- | ---------------- | ---------------- | ---------------- | ---------------- | ----------------- | ----------------- |
| Albanais                          | 1,075,500        | 95.9             | 1,186,100        | 97.3             | 1,349,100        | 97.0             | 1,581,745        | 97.3             | 2,535,913        | 97.9             | 3,117,601        | 98.0             | 2,312,356         | 82.58             |
| Grecs                             | 26,535           | 2.4              | 29,000           | 2.4              | 35,345           | 2.5              | 40,000           | 2.5              | 49,307           | 1.9              | 58,758           | 1.8              | 24,243            | 0.87              |
| Roms                              | -                | -                | -                | -                | -                | -                | -                | -                | -                | -                | -                | -                | 8,301             | 0.30              |
| Aroumains                         | -                | -                | -                | -                | -                | -                | -                | -                | -                | -                | 782              | -                | 8,266             | 0.30              |
| Macédoniens                       | 14,400           | 1.3              | 2,273            | 0.2              | 3,341            | 0.2              | 4,235            | 0.3              | 4,097            | 0.2              | 4,697            | 0.15             | 5,512             | 0.20              |
| Ashkalis et Égyptiens des Balkans | -                | -                | -                | -                | -                | -                | -                | -                | -                | -                | -                | -                | 3,368             | 0.12              |
| Serbes et Monténégrins            | -                | -                | 1,570            | 0.1              | 3,713            | 0.3              | 300              | 0.0              | 1,283            | 0.0              | 100              | 0.00             | 366               | 0.01              |
| Autres                            | -                | -                | -                | -                | -                | -                | -                | -                | 5,600            | 0.5              | 1,261            | 0.04             | 2,644             | 0.11              |
|                                   |                  |                  |                  |                  |                  |                  |                  |                  |                  |                  |                  |                  |                   |                   |

Au temps de la dictature d'Enver Hoxha, les Valaques (Aroumains) n'étaient pas reconnus en tant que peuple, nationalité ou groupe ethnique. Officiellement, ce groupe n'existait pas. Pourtant cette population a continué à être reconnue officieusement, par exemple pour fournir des supplétifs aux basses œuvres du régime, ou comme entité constituée, dans les rapports sociaux. La valeur du recensement de 1989 concernant leur nombre est probablement sous-évaluée.
À partir de 1990, des Albanaises, dont beaucoup de Valaques, ont massivement émigré vers la Grèce. Depuis, environ 500 000 Albanais se sont installés en Grèce, ce qui est une proportion très élevée (plus de 10%) de la population du pays.

## Migration et composition culturelle

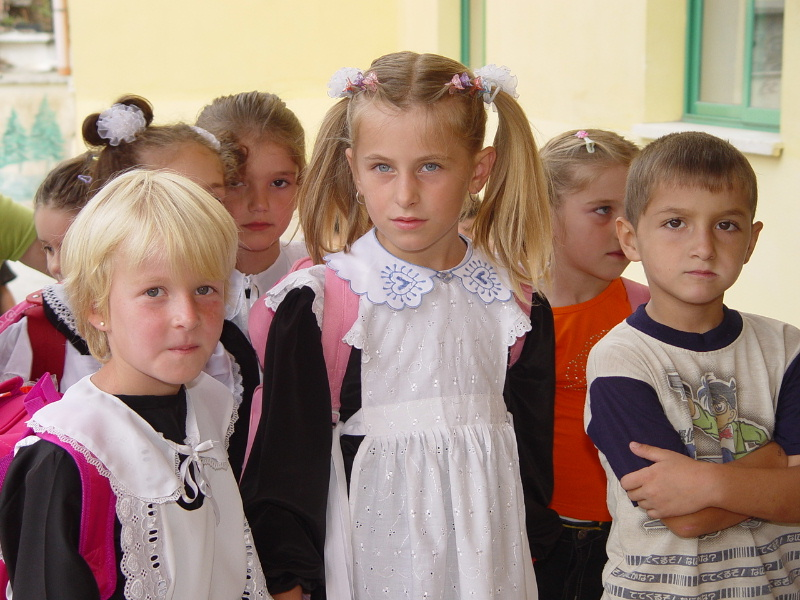
Des écoliers en Albanie.

Lors du dernier recensement national de 2001, l'Albanie avait une population d'un peu moins de 3 millions d'habitants, avec une densité de 106,7 habitants par km². Cependant les chiffres publiés par l'INED et concernant l'année précédente (2000) étaient largement supérieurs (3 409 650 comme moyenne de l'année). C'est dire que le relevé exact de la population du pays reste une gageure présentant bien des difficultés.
L'Albanie est l'un des pays les plus homogènes ethniquement parlant. 95 % de la population est composée d'Albanais de souche, répartis en deux groupes : les Guègues (au nord) et les Tosques (au sud). Les Grecs, les Aroumains, les Roms, les Serbes et les Macédoniens constituent des groupes minoritaires. La longue occupation ottomane ne réussit pas à changer globalement la structure ethnique de la population, mais les luttes successives et les émigrations incessantes eurent pour conséquence un ralentissement du rythme d'augmentation démographique de la population albanaise.
L’Albanie est le pays d’Europe qui connaît la plus forte émigration, avec plus d’un tiers de ses ressortissants vivant à l’étranger, soit environ 900 000 personnes en 2006, principalement dans les deux pays frontaliers : la Grèce et l’Italie. Ce phénomène est dû à un niveau de vie parmi les plus bas du continent européen. En conséquence, la population du pays a diminué de 100 000 habitants entre 1991 et 2001, malgré un solde naturel positif. Le phénomène d’émigration se poursuit même si les données officielles semblent le sous-estimer.
D'après le Pew Research Center, 80 % des Albanais seraient musulmans et 18 % chrétiens.